# Гайдук Ілля Віталійович
Ілл́я Віта́лійович Гайду́к (нар. 6 червня 1993, м. Кривий Ріг, Дніпропетровська область — пом. 14 червня 2014, м. Луганськ, Україна) — український військовослужбовець, десантник, солдат Збройних сил України.

## Життєпис
Ілля народився і виріс у м. Кривий Ріг Дніпропетровської області. 2008 року закінчив 9 класів криворізької загальноосвітньої школи № 57. З 2008 до 2011 року навчався у Криворізькому державному комерційно-економічному технікумі [Архівовано 18 грудня 2014 у Wayback Machine.] за спеціальністю «Організація обслуговування в закладах ресторанного господарства і торгівлі».
У 2012—2013 роках проходив строкову військову службу у Криму, в 47-му полку особливого призначення «Тигр» Внутрішніх військ МВС.
Був козаком і сотником Інгульської паланки Війська Запорозького Низового, псевдонім «Чучупака».. Під час Революції Гідності став командиром Криворізької Самооборони Євромайдану. Завжди був яскравою особистістю, активним громадським діячем, вірним другом і відданим сином свого часу. Проводив військовий вишкіл добровольців, готових стати на захист Батьківщини. Сповідував кредо холодноярських повстанців «Воля України або смерть».
Побратими розповідають: «Ілля з декількома козаками самооборони прибули першими на захист прапора на міськраді. І коли їм запропонували відступити до приходу нашого підкріплення, бо „тітушок“, які йшли захоплювати криворізьку Раду, було більше сотні, він сказав: „Якщо я навіть залишусь один, то не дам зняти український прапор“».
У зв'язку з російською збройною агресією проти України навесні 2014 року мобілізований як доброволець до лав Збройних Сил України. Ілля сам кілька разів ходив до військкомату.
Солдат, номер обслуги 25-ї Дніпропетровської повітряно-десантної бригади Високомобільних десантних військ ЗС України, в/ч А1126, смт Гвардійське, Дніпропетровська область.
Перший місяць зі своїм підрозділом був у частині, виїжджав на навчання. З літа 2014 брав участь в антитерористичній операції на сході України, місяць ніс службу на блокпосту в Донецькій області.
6 червня, на святкуванні свого 21-го дня народження в козацькому колі, Ілько сказав: «Я прожив таке коротке життя, але маю стільки справжніх друзів, яких декотрі не здобули за довгі роки».

## Обставини загибелі
13 червня 2014 року десантники готувались до відправлення в зону проведення АТО. У ніч на 14 червня трьома військово-транспортними літаками Іл-76 МД з інтервалом у 10 хвилин вони вилетіли в Луганський аеропорт на ротацію особового складу. На борту також була військова техніка, спорядження та продовольство.
14 червня о 0:40 перший літак (бортовий номер 76683), під командуванням полковника Дмитра Мимрикова приземлився в аеропорту.
Другий Іл-76 МД (бортовий номер 76777), під керівництвом командира літака підполковника Олександра Бєлого, на борту якого перебували 9 членів екіпажу 25-ї мелітопольської бригади транспортної авіації та 40 військовослужбовців 25-ї Дніпропетровської окремої повітряно-десантної бригади, о 0:51, під час заходу на посадку (аеродром міста Луганськ), на висоті 700 метрів, був підбитий російськими терористами з переносного зенітно-ракетного комплексу «Ігла». В результаті терористичного акту літак вибухнув у повітрі і врізався у землю поблизу території аеропорту. 49 військовослужбовців, — весь екіпаж літака та особовий склад десанту, — загинули. Третій літак за наказом повернувся в Мелітополь.
|                                                  | Там все було дуже грамотно по-військовому сплановано. Там без Росії не обійшлось. Вогонь вівся з усіх сторін. Це було не на рівні ненавчених бойовиків. Обстріл літака вівся дуже грамотно. Спочатку підсвічували трасером, а потім били. Із ПЗРК неможливо було збити літак, навіть якби боєприпас потрапив у двигун, то літак все рівно не загинув би. Стріляли з «Шилки». |
| — Командир 25-ї БрТрА полковник Дмитро Мимриков. | |

Минуло більш як 40 діб перш ніж десантників поховали: українські військовики збирали рештки тіл полеглих, влада домовлялася з терористами про коридор для евакуації, у Дніпрі проводились експертизи ДНК для ідентифікації.
Шестеро із загиблих десантників — мешканці Кривого Рогу: старший лейтенант Алтунін Валерій Володимирович, сержант Рєзніков Євгеній Сергійович, молодший сержант Коснар Павло Леонідович, старший солдат Самохін Антон Олексійович, солдати Гайдук Ілля Віталійович і Дубяга Станіслав Вікторович.
25 липня криворіжани попрощались зі своїми земляками. Іллю Гайдука поховали на кладовищі «Веселі Терни» Тернівського району міста Кривий Ріг.
Залишились мати Надія Гайдук, батько, сестра Іляна Віскаліна, наречена Юлія.
4 квітня 2017 року сестра Іллі Гайдука повернула в Адміністрацію Президента орден брата, яким його посмертно нагородив Президент України, через реакцію Петра Порошенка на вирок генералу Назарову.

## Нагороди та відзнаки
- Орден «За мужність» III ст. (20.06.2014, посмертно) — за особисту мужність і героїзм, виявлені у захисті державного суверенітету та територіальної цілісності України, вірність військовій присязі та незламність духу[9].
- Нагрудний знак «За оборону Луганського аеропорту» (посмертно).
- Відзнака УПЦ КП Медаль «За жертовність і любов до України» (11.06.2015, посмертно).
- Відзнака м. Кривий Ріг Нагрудний знак «За заслуги перед містом» ІІІ ст. (23.07.2014, посмертно).
- Відзнака ГО «Криворіжці» Нагрудний знак «Гідність і честь» (01.10.2015, посмертно).

## Вшанування пам'яті
- 5 листопада 2014 року в місті Кривий Ріг на фасаді будівлі Криворізького державного комерційно-економічного технікуму (вулиця Курчатова, 13), де навчався Ілля Гайдук, встановлено меморіальну дошку на його честь[10].
- 13 червня 2015 року в Дніпрі на Алеї Героїв до роковин загибелі військових у збитому терористами літаку Іл-76 встановили пам'ятні плити з іменами загиблих воїнів[11].
- 18 червня 2016 року на території військової частини А1126 в смт Гвардійське урочисто відкрили пам'ятник воїнам-десантникам 25-ї повітряно-десантної бригади, які героїчно загинули під час бойових дій в зоні проведення АТО. На гранітних плитах викарбувані 136 прізвищ, серед них і 40 десантників, які загинули у збитому літаку в Луганську[12].